# Шрі-Ланка та Рух неприєднання
Шрі-Ланка є одним із засновників Руху неприєднання. Принципи неприєднання та участі в діяльності руху є пріоритетними у зовнішній політиці країни.
Її столиця Коломбо прийняла 5-й саміт Руху неприєднання 16–19 серпня 1976 року. Країна запропонувала свою заявку на проведення саміту на конференції Постійного комітету неприєднання 1973 року в Кабулі. Після саміту 1976 року Шрі-Ланка головувала в русі протягом трьох років до 1979 року. Ця роль була вершиною зовнішньої політики Шрі-Ланки в період холодної війни.

## Історія

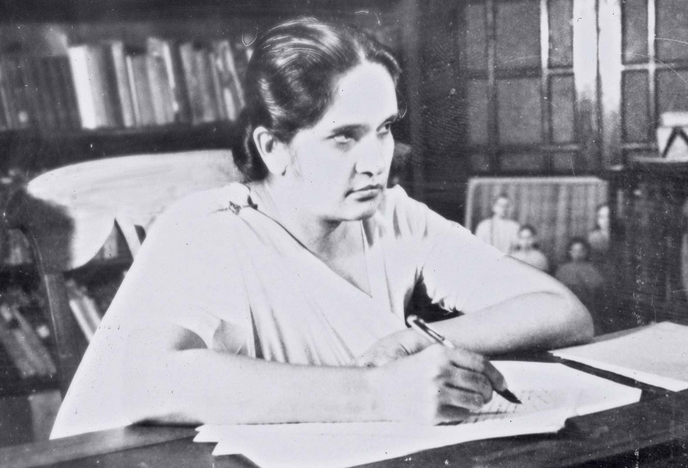
Сірімаво Бандаранаїке

Напередодні 2-го саміту Руху неприєднання Індонезія та Китай різко розкритикували ідею конференції неприєднання як контрпродуктивну для Бандунга, що спонукало прем'єр-міністра Шрі-Ланки Сірімаво Бандаранаїке протистояти цій критиці, наголошуючи на неподільності світового миру.
16–19 серпня 1976 року в Коломбо відбувся 5-й саміт Руху неприєднання, у якому взяли участь 86 країн, а також 30 спостерігачів і гостей, які представляли всі континенти світу. Логотип конференції містив посилання на п'ять цінностей: самовизначення, економічний розвиток, мир і безпека, солідарність і заперечення колоніалізму та імперіалізму. Уряд Шрі-Ланки оголосив державне свято, щоб жителі столиці могли вийти на вулицю та побачити та привітати іноземних гостей.
Під час 6-го саміту Руху неприєднання в Гавані делегація Шрі-Ланки висловила занепокоєння тим, що через сектантство господаря його вступна промова не продемонструвала належного рівня державного мистецтва. У 2021 році під час участі в додатковій пам'ятній зустрічі неприєднання з нагоди 60-ї річниці в Белграді Тарака Баласурія підтвердив незмінну відданість своєї країни принципам і цілям руху.